# اوسی نیکولسون
اوسی نیکولسون (انگلیسی: Ossie Nicholson; ۱۹۶۵ – ۱۹۰۶) دوچرخه‌سوار اهل استرالیا بود. وی در مسابقات تور دو فرانس شرکت کرده است.